# Nerastria numa
Nerastria numa là một loài bướm đêm trong họ Noctuidae.